# 裴玄
裴玄（？—？），字彥黃，下邳（今江蘇省睢寧縣）人，官至孫吳太中大夫。

## 生平
裴玄曾任東吳大鴻臚，著有《裴氏新言》五卷。清朝馬國翰從事古書輯佚，自編《玉函山房輯佚書》中僅輯《裴氏新言》一卷。
與嚴畯、張承論管仲、季路。
也曾和其子裴欽論辯齊桓公、晉文公、伯夷、柳下惠四人的優劣，雙方各抒己見，皆有文理。裴欽曾與孫登交遊相處，孫登誇獎他的筆墨文采。